# IC 105
IC 105 је спирална галаксија у сазвјежђу Кит која се налази на листи објеката дубоког неба у Индекс каталогу.
Деклинација објекта је + 2° 4' 30" а ректасцензија 1h 24m 46,2s. Привидна величина (магнитуда) објекта IC 105 износи 14,7 а фотографска магнитуда 15,5. IC 105 је још познат и под ознакама CGCG 385-109, PGC 5206.